# Alexamenos-Graffito

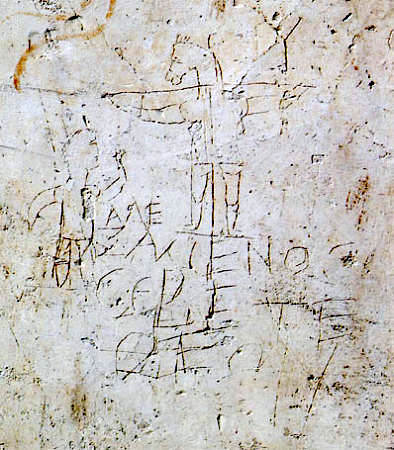
Alexamenos-Graffito

Steinabreibung

Der Alexamenos-Graffito ist eine 1857 entdeckte Ritz-Zeichnung im neuzeitlich so genannten Paedagogium, einem Anbau an der Domus Flavia auf dem Palatin in Rom. Er gilt als die früheste, allerdings heidnische und karikaturhafte Darstellung der Kreuzigung Christi. Die 36 cm hohe und 32 cm breite Ritzzeichnung wurde bald nach ihrer Entdeckung vom originalen Fundort abgenommen und zunächst dem Museum Kircherianum übergeben. Heutzutage wird sie im Museo Palatino aufbewahrt.
Ziegel des Paedagogiums können in die Jahre 123 und 126 n. Chr. datiert werden, so dass der Graffito (und der Anbau selbst) nicht vor dieser Zeit entstanden sein kann. Die Inschrift lautet in Koine:
Originaltext:
ΑΛΕ
 ΞΑΜΕΝΟϹ
 ϹΕΒΕΤΕ
 ΘΕΟΝ
Transkription:
ALE
 XAMENOS
 SEBETE
 ThEON
also „Ἀλεξάμενος σέβετε Θεόν“ (Transkription: Alexámenos sébete theón [σέβετε sébete für klassisch-griechisch: σέβεται sébetai]), deutsch in der herkömmlichen Übersetzung „Alexamenos betet (seinen) Gott an“, besser jedoch: „Alexamenos huldigt (seinem) Gott“.
Das Paedagogium war eine Ausbildungsstätte, für wen genau, ist allerdings unklar. Vorgeschlagen werden in der Literatur zumeist „Pagen“, worunter man sich Sklaven für den Palast-Dienst ebenso vorstellen kann wie den Nachwuchs der Prätorianer. Jedenfalls wird durch den Graffito der nicht näher bekannte oder anderweitig belegte Heranwachsende Alexamenos von etwa 16 bis 18 Jahren wegen seines christlichen Glaubens von einem Gleichaltrigen verspottet.
Befremdlich wirkt die Darstellung des Gekreuzigten mit einem Eselskopf. Sie wurzelt in der paganen Vorstellung, dass die Juden und damit die Christen, die lange Zeit als jüdische Sekte galten, besonders den Esel verehren würden. Tacitus behauptet (nach Tertullian) in den Historiae, dass die Juden den von den Römern wegen seiner angeblichen sexuellen Gier verachteten Esel in besonderer Weise verehren würden und ihm goldene Denkmäler gesetzt hätten, weil Wildesel ihnen beim Auszug aus Ägypten Wasserquellen gewiesen und sie so vor dem Verdursten gerettet hätten. Jüdische und christliche Apologeten weisen demgegenüber darauf hin, dass Darstellungen von Lebewesen in ihrer Kunst nicht existieren. Auch im Christentum kam die Darstellung der Kreuzigung erst im 5./6. Jahrhundert auf. Insofern kann sich das Graffito auch kaum auf ein privates Andachtsbild des Alexamenos beziehen, wie teilweise vorgeschlagen wurde. Der Graffito wird in der Forschung zumeist auf das 1. Viertel des 3. Jahrhunderts datiert, eine Datierung lange nach Tertullians Apologeticum (circa 198), das Tacitus’ Behauptung widerlegt, erscheint unwahrscheinlich. Die Domus Flavia verfiel allmählich, nachdem Konstantin die Residenz zu Beginn des 4. Jahrhunderts von Rom nach Konstantinopel verlegt hatte.